# Liste des poissons de la mer Méditerranée

Image satellite du bassin méditerranéen

Voici une liste des espèces de poissons rencontrés dans la mer Méditerranée.

## Liste
| Ordre             | Famille              | Nom vernaculaire            | Nom binomial                  | Photo |
| Aulopiformes      | Synodontidae         | Poisson lézard              | Synodus saurus                |       |
| Aulopiformes      | Anguilliformes       | Anguille                    | Anguilla anguilla             |       |
| Aulopiformes      | Congridae            | Congre                      | Conger conger                 |       |
| Aulopiformes      | Muraenidae           | Murène commune              | Muraena helena                |       |
| Aulopiformes      | Muraenidae           | Murène brune                | Gymnothorax unicolor          |       |
| Aulopiformes      | Ophichthidae         | Anguille des profondeurs    | Ophisurus serpens             |       |
| Atheriniformes    | Atherinidae          | Joël                        | Atherina boyeri               |       |
| Atheriniformes    | Atherinidae          | Sauclet                     | Atherina hepsetus             |       |
| Atheriniformes    | Atherinidae          | Prêtre                      | Atherina presbyter            |       |
| Beloniformes      | Belonidae            | Orphie                      | Belone belone                 |       |
| Carcharhiniformes | Scyliorhinidae       | Petite roussette            | Scyliorhinus canicula         |       |
| Carcharhiniformes | Scyliorhinidae       | Grande roussette            | Scyliorhinus stellaris        |       |
| Carcharhiniformes | Triakidae            | Emissole tachetée           | Mustelus asterias             |       |
| Carcharhiniformes | Triakidae            | Emissole lisse              | Mustelus mustelus             |       |
| Carcharhiniformes | Sphyrnidae           | Grand requin-marteau        | Sphyrna mokarran              |       |
| Carcharhiniformes | Sphyrnidae           | Requin-marteau halicorne    | Sphyrna lewini                |       |
| Carcharhiniformes | Sphyrnidae           | Requin-marteau lisse        | Sphyrna zygaena               |       |
| Clupeiformes      | Clupeidae            | Allache                     | Sardinella aurita             |       |
| Clupeiformes      | Clupeidae            | Sardine                     | Sardina pilchardus            |       |
| Clupeiformes      | Clupeidae            | Alose                       | Alosa fallax                  |       |
| Clupeiformes      | Engraulidae          | Anchois                     | Engraulis encrasicholus       |       |
| Gadiformes        | Gadidae              | Capelan de France           | Trisopterus minutus           |       |
| Gadiformes        | Gadidae              | Tacaud                      | Trisopterus luscus            |       |
| Gadiformes        | Lotidae              | Motelle de Méditerranée     | Gaidropsarus mediterraneus    |       |
| Gadiformes        | Merlucciidae         | Merlu                       | Merluccius merluccius         |       |
| Gadiformes        | Phycidae             | Mostelle                    | Phycis phycis                 |       |
| Gobiesociformes   | Gobiesocidae         | Lépadogaster                | Lepadogaster lepadogaster     |       |
| Gobiesociformes   | Gobiesocidae         | Lépadogaster de Candolle    | Lepadogaster candolii         |       |
| Gobiesociformes   | Gobiesocidae         | Gouanie                     | Gouania willdenowi            |       |
| Gobiesociformes   | Gobiesocidae         | Porte-écuelle à deux taches | Diplecogaster bimaculata      |       |
| Gobiesociformes   | Gobiesocidae         | Porte-écuelle à petite tête | Apletodon dentatus            |       |
| Lamniformes       | Cetorhinidae         | Requin pèlerin              | Cetorhinus maximus            |       |
| Lamniformes       | Lamnidae             | Grand requin blanc          | Carcharodon carcharias        |       |
| Lamniformes       | Lamnidae             | Requin mako                 | Isurus oxyrinchus             |       |
| Lamniformes       | Alopiidae            | Requin renard à gros yeux   | Alopias superciliosus         |       |
| Lamniformes       | Alopiidae            | Requin renard commun        | Alopias vulpinus              |       |
| Lamniformes       | Lamnidae             | Requin taupe commun         | Lamna nasus                   |       |
| Lamniformes       | Odontaspididae       | Requin féroce               | Odontaspis ferox              |       |
| Lamniformes       | Odontaspididae       | Requin taureau              | Carcharias taurus             |       |
| Lampriformes      | Trachipteridae       | Trachyptère ventru          | Zu cristatus                  |       |
| Lophiiformes      | Lophiidae            | Baudroie                    | Lophius piscatorius           |       |
| Ophidiiformes     | Carapidae            | Fierasfer                   | Carapus acus                  |       |
| Ophidiiformes     | Ophidiidae           | Donzelle                    | Ophidion barbatum             |       |
| Osmeriformes      | Argentinidae         | Argentine                   | Argentina sphyraena           |       |
| Perciformes       | Ammodytidae          | Cicerelle                   | Gymnammodytes cicerelus       |       |
| Perciformes       | Apogonidae           | Apogon                      | Apogon imberbis               |       |
| Perciformes       | Blenniidae           | Blennie gattorugine         | Parablennius gattorugine      |       |
| Perciformes       | Blenniidae           | Blennie palmicorne          | Parablennius sanguinolentus   |       |
| Perciformes       | Blenniidae           | Blennie de Roux             | Parablennius rouxi            |       |
| Perciformes       | Blenniidae           | Blennie tentaculée          | Parablennius tentacularis     |       |
| Perciformes       | Blenniidae           | Blennie de zvonimiri        | Parablennius zvonimiri        |       |
| Perciformes       | Blenniidae           | Blennie paon                | Salaria pavo                  |       |
| Perciformes       | Blenniidae           | Blennie basilic             | Salaria basilisca             |       |
| Perciformes       | Blenniidae           | Blennie à tête noire        | Lipophrys nigriceps           |       |
| Perciformes       | Blenniidae           | Blennie à joues jaunes      | Lipophrys canevae             |       |
| Perciformes       | Blenniidae           | Blennie ocellée             | Blennius ocellaris            |       |
| Perciformes       | Blenniidae           | Blennie coiffée             | Coryphoblennius galerita      |       |
| Perciformes       | Blenniidae           | Blennie sphynx              | Aidablennius sphinx           |       |
| Perciformes       | Blenniidae           | Blennie dalmate             | Lipophrys dalmatinus          |       |
| Perciformes       | Blenniidae           | Blennie trigle              | Lipophrys trigloides          |       |
| Perciformes       | Bramidae             | Grande castagnole           | Brama brama                   |       |
| Perciformes       | Callionymidae        | Dragonnet tacheté           | Callionymus maculatus         |       |
| Perciformes       | Callionymidae        | Dragonnet lyre              | Callionymus lyra              |       |
| Perciformes       | Callionymidae        | Callyonime élégant          | Callionymus pusillus          |       |
| Perciformes       | Callionymidae        | Callyonime hélène           | Callionymus risso             |       |
| Perciformes       | Carangidae           | Chinchard méditerranéen     | Trachurus mediterraneus       |       |
| Perciformes       | Carangidae           | Chinchard                   | Trachurus trachurus           |       |
| Perciformes       | Carangidae           | Sériole                     | Seriola dumerili              |       |
| Perciformes       | Carangidae           | Liche glauque               | Trachinotus ovatus            |       |
| Perciformes       | Carangidae           | Liche amie                  | Lichia amia                   |       |
| Perciformes       | Carangidae           | Poisson pilote              | Naucrates ductor              |       |
| Perciformes       | Centracanthidae      | Mendole                     | Spicara maena                 |       |
| Perciformes       | Centracanthidae      | Picarel                     | Spicara smaris                |       |
| Perciformes       | Cepolidae (poissons) | Cépole                      | Cepola macrophthalma          |       |
| Perciformes       | Clinidae             | Cline argentée              | Clinitrachus argentatus       |       |
| Perciformes       | Coryphaenidae        | Coryphène                   | Coryphaena hippurus           |       |
| Perciformes       | Gobiidae             | Gobie paganel               | Gobius paganellus             |       |
| Perciformes       | Gobiidae             | Gobie moucheté              | Gobius bucchichi              |       |
| Perciformes       | Gobiidae             | Gobie à grosse tête         | Gobius cobitis                |       |
| Perciformes       | Gobiidae             | Gobie noir                  | Gobius niger                  |       |
| Perciformes       | Gobiidae             | Gobie à joues poreuses      | Gobius geniporus              |       |
| Perciformes       | Gobiidae             | Gobie à bouche rouge        | Gobius cruentatus             |       |
| Perciformes       | Gobiidae             | Gobie doré                  | Gobius xanthocephalus         |       |
| Perciformes       | Gobiidae             | Gobie de steinitz           | Gammogobius steinitzi         |       |
| Perciformes       | Gobiidae             | Gobie jaune                 | Gobius auratus                |       |
| Perciformes       | Gobiidae             | Gobie léopard               | Thorogobius ephippiatus       |       |
| Perciformes       | Gobiidae             | Gobie tacheté               | Pomatoschistus microps        |       |
| Perciformes       | Gobiidae             | Gobies nains                | Pomatoschistus sp.            |       |
| Perciformes       | Gobiidae             | Gobie à quatre taches       | Deltentosteus quadrimaculatus |       |
| Perciformes       | Gobiidae             | Gobie rayé                  | Gobius vittatus               |       |
| Perciformes       | Gobiidae             | Gobie nageur de Ferrer      | Pseudaphya ferreri            |       |
| Perciformes       | Gobiidae             | Gobie lote                  | Zosterisessor ophiocephalus   |       |
| Perciformes       | Labridae             | Crénilabre méditerranéen    | Symphodus mediterraneus       |       |
| Perciformes       | Labridae             | Crénilabre ocellé           | Symphodus ocellatus           |       |
| Perciformes       | Labridae             | Crénilabre de doderlein     | Symphodus doderleini          |       |
| Perciformes       | Labridae             | Sublet                      | Symphodus rostratus           |       |
| Perciformes       | Labridae             | Crénilabre cendré           | Symphodus cinereus            |       |
| Perciformes       | Labridae             | Crénilabre nettoyeur        | Symphodus melanocercus        |       |
| Perciformes       | Labridae             | Crénilabre à 5 bandes       | Symphodus roissali            |       |
| Perciformes       | Labridae             | Crénilabre paon             | Symphodus tinca               |       |
| Perciformes       | Labridae             | Crénilabre melops           | Symphodus melops              |       |
| Perciformes       | Labridae             | Labre palloni               | Acantholabrus palloni         |       |
| Perciformes       | Labridae             | Cténolabre                  | Ctenolabrus rupestris         |       |
| Perciformes       | Labridae             | Labre vert                  | Labrus viridis                |       |
| Perciformes       | Labridae             | Merle                       | Labrus merula                 |       |
| Perciformes       | Labridae             | Vieille coquette            | Labrus mixtus                 |       |
| Perciformes       | Labridae             | Girelle                     | Coris julis                   |       |
| Perciformes       | Labridae             | Girelle paon                | Thalassoma pavo               |       |
| Perciformes       | Labridae             | Rason                       | Xyrichtys novacula            |       |
| Perciformes       | Moronidae            | Loup (poisson)              | Dicentrarchus labrax          |       |
| Perciformes       | Moronidae            | Loup moucheté               | Dicentrarchus punctatus       |       |
| Perciformes       | Mugilidae            | Mulet doré                  | Chelon auratus                |       |
| Perciformes       | Mugilidae            | Mulet cabot                 | Mugil cephalus                |       |
| Perciformes       | Mugilidae            | Mulet capiton               | Chelon ramada                 |       |
| Perciformes       | Mugilidae            | Mulet labéon                | Oedalechilus labeo            |       |
| Perciformes       | Mugilidae            | Mulet sauteur               | Chelon saliens                |       |
| Perciformes       | Mugilidae            | Mulet lippu                 | Chelon labrosus               |       |
| Perciformes       | Mullidae             | Rouget-barbet de roche      | Mullus surmuletus             |       |
| Perciformes       | Mullidae             | Rouget de vase              | Mullus barbatus               |       |
| Perciformes       | Polyprionidae        | Cernier                     | Polyprion americanus          |       |
| Perciformes       | Pomacentridae        | Castagnole                  | Chromis chromis               |       |
| Perciformes       | Pomatomidae          | Tassergal                   | Pomatomus saltatrix           |       |
| Perciformes       | Scaridae             | Poisson perroquet           | Sparisoma cretense            |       |
| Perciformes       | Sciaenidae           | Corb                        | Sciaena umbra                 |       |
| Perciformes       | Scombridae           | Maquereau                   | Scomber scombrus              |       |
| Perciformes       | Scombridae           | Maquereau espagnol          | Scomber japonicus             |       |
| Perciformes       | Scombridae           | Bonite à dos rayé           | Sarda sarda                   |       |
| Perciformes       | Scombridae           | Thon blanc                  | Thunnus alalunga              |       |
| Perciformes       | Scombridae           | Thon rouge                  | Thunnus thynnus               |       |
| Perciformes       | Scombridae           | Bonitou                     | Auxis rochei                  |       |
| Perciformes       | Serranidae           | Serran cabrille             | Serranus cabrilla             |       |
| Perciformes       | Serranidae           | Serran écriture             | Serranus scriba               |       |
| Perciformes       | Serranidae           | Serran hépate               | Serranus hepatus              |       |
| Perciformes       | Serranidae           | Barbier                     | Anthias anthias               |       |
| Perciformes       | Serranidae           | Mérou méditerranéen         | Epinephelus marginatus        |       |
| Perciformes       | Serranidae           | Badèche                     | Epinephelus costae            |       |
| Perciformes       | Serranidae           | Mérou gris                  | Epinephelus caninus           |       |
| Perciformes       | Sparidae             | Dorade                      | Sparus aurata                 |       |
| Perciformes       | Sparidae             | Sar                         | Diplodus sargus               |       |
| Perciformes       | Sparidae             | Museau pointu               | Diplodus puntazzo             |       |
| Perciformes       | Sparidae             | Tambour                     | Diplodus cervinus             |       |
| Perciformes       | Sparidae             | Veirade                     | Diplodus vulgaris             |       |
| Perciformes       | Sparidae             | Pataclet                    | Diplodus annularis            |       |
| Perciformes       | Sparidae             | Bogue (poisson)             | Boops boops                   |       |
| Perciformes       | Sparidae             | Saupe                       | Sarpa salpa                   |       |
| Perciformes       | Sparidae             | Oblade                      | Oblada melanura               |       |
| Perciformes       | Sparidae             | Rousseau                    | Pagellus centrodontus         |       |
| Perciformes       | Sparidae             | Marbré                      | Lithognathus mormyrus         |       |
| Perciformes       | Sparidae             | Pageau                      | Pagellus erythrinus           |       |
| Perciformes       | Sparidae             | Pageau acarné               | Pagellus acarne               |       |
| Perciformes       | Sparidae             | Bogue ravelle               | Pagellus bogaraveo            |       |
| Perciformes       | Sparidae             | Canthère                    | Spondyliosoma cantharus       |       |
| Perciformes       | Sparidae             | Denti                       | Dentex dentex                 |       |
| Perciformes       | Sparidae             | Pagre                       | Pagrus pagrus                 |       |
| Perciformes       | Sphyraenidae         | Barracuda                   | Sphyraena barracuda           |       |
| Perciformes       | Sphyraenidae         | Sphyrène                    | Sphyraena sphyraena           |       |
| Perciformes       | Sphyraenidae         | Bécune                      | Sphyraena viridensis          |       |
| Perciformes       | Trachinidae          | Grande vive                 | Trachinus draco               |       |
| Perciformes       | Trachinidae          | Petite vive                 | Echiichthys vipera            |       |
| Perciformes       | Trachinidae          | Vive araignée               | Trachinus araneus             |       |
| Perciformes       | Trichiuridae         | Lépidope                    | Lepidopus caudatus            |       |
| Perciformes       | Tripterygiidae       | Triptérygion                | Tripterygion tripteronotus    |       |
| Perciformes       | Tripterygiidae       | Triptérygion nain           | Tripterygion melanurus        |       |
| Perciformes       | Tripterygiidae       | Triptérygion jaune          | Tripterygion delaisi          |       |
| Perciformes       | Uranoscopidae        | Uranoscope                  | Uranoscopus scaber            |       |
| Pleuronectiformes | Bothidae             | Rombou                      | Bothus podas                  |       |
| Pleuronectiformes | Bothidae             | Arnoglosse                  | Arnoglossus sp.               |       |
| Pleuronectiformes | Pleuronectidae       | Carrelet                    | Pleuronectes platessa         |       |
| Pleuronectiformes | Pleuronectidae       | Flet                        | Platichthys flesus            |       |
| Pleuronectiformes | Scophthalmidae       | Turbot                      | Psetta maxima                 |       |
| Pleuronectiformes | Scophthalmidae       | Turbot des grottes          | Phrynorhombus regius          |       |
| Pleuronectiformes | Scophthalmidae       | Barbue                      | Scophthalmus rhombus          |       |
| Pleuronectiformes | Soleidae             | Sole commune                | Solea solea                   |       |
| Pleuronectiformes | Soleidae             | Sole pole                   | Pegusa lascaris               |       |
| Pleuronectiformes | Soleidae             | Petite Sole jaune           | Buglossidium luteum           |       |
| Pleuronectiformes | Soleidae             | Sole perdrix ocellée        | Microchirus ocellatus         |       |
| Pleuronectiformes | Soleidae             | Sole perdrix panachée       | Microchirus variegatus        |       |
| Pleuronectiformes | Soleidae             | Sole velue                  | Monochirus hispidus           |       |
| Rajiformes        | Dasyatidae           | Pastenague                  | Dasyatis pastinaca            |       |
| Rajiformes        | Rajidae              | Raie bouclée                | Raja clavata                  |       |
| Rajiformes        | Rajidae              | Raie lisse                  | Dipturus batis                |       |
| Rajiformes        | Rajidae              | Raie miroir                 | Raja miraletus                |       |
| Rajiformes        | Rajidae              | Raie de Malte               | Leucoraja melitensis          |       |
| Rajiformes        | Rhinobatidae         | Raie guitare                | Rhinobatos rhinobatos         |       |
| Scorpaeniformes   | Dactylopteridae      | Grondin volant              | Dactylopterus volitans        |       |
| Scorpaeniformes   | Scorpaenidae         | Rascasse rouge              | Scorpaena scrofa              |       |
| Scorpaeniformes   | Scorpaenidae         | Rascasse brune              | Scorpaena porcus              |       |
| Scorpaeniformes   | Scorpaenidae         | Rascasse pustuleuse         | Scorpaena notata              |       |
| Scorpaeniformes   | Sebastidae           | Sébaste chèvre              | Helicolenus dactylopterus     |       |
| Scorpaeniformes   | Triglidae            | Grondin gris                | Eutrigla gurnardus            |       |
| Scorpaeniformes   | Triglidae            | Grondin strié               | Chelidonichthys lastovisa     |       |
| Scorpaeniformes   | Triglidae            | Grondin perlon              | Chelidonichthys lucernus      |       |
| Scorpaeniformes   | Triglidae            | Grondin lyre                | Trigla lyra                   |       |
| Scorpaeniformes   | Triglidae            | Grondin morrude             | Chelidonichthys obscurus      |       |
| Scorpaeniformes   | Triglidae            | Grondin rouge               | Aspitrigla cuculus            |       |
| Syngnathiformes   | Centriscidae         | Bécasse de mer              | Macroramphosus scolopax       |       |
| Syngnathiformes   | Syngnathidae         | Syphonostome                | Syngnathus typhle             |       |
| Syngnathiformes   | Syngnathidae         | Syngnathe                   | Syngnathus acus               |       |
| Syngnathiformes   | Syngnathidae         | Nérophis                    | Nerophis ophidion             |       |
| Syngnathiformes   | Syngnathidae         | Hippocampe à ramules        | Hippocampus guttulatus        |       |
| Syngnathiformes   | Syngnathidae         | Hippocampe à museau court   | Hippocampus hippocampus       |       |
| Tetraodontiformes | Balistidae           | Baliste                     | Balistes capriscus            |       |
| Tetraodontiformes | Molidae              | Môle, Poisson-lune          | Mola mola                     |       |
| Torpediniformes   | Torpedinidae         | Torpille noire              | Torpedo nobiliana             |       |
| Torpediniformes   | Torpedinidae         | Torpille marbrée            | Torpedo marmorata             |       |
| Torpediniformes   | Torpedinidae         | Torpille ocellée            | Torpedo torpedo               |       |
| Zeiformes         | Caproidae            | Sanglier                    | Capros aper                   |       |
| Zeiformes         | Zeidae               | Saint-pierre                | Zeus faber                    |       |